# Rahway
Rahway [ˈrɔːweɪ] är en stad i Union County i New Jersey. Vid 2010 års folkräkning hade Rahway 27 346 invånare.

## Kända personer från Rahway
- Juliette Atkinson, tennisspelare
- Wayne Gilchrest, politiker
- Paul Le Mat, skådespelare
- Chris Smith, politiker
- Kurt Sutter, manusförfattare